# Adil Ramzi
Adil Ramzi (n. Marrakech, Marruecos, 14 de julio de 1977) es un exfutbolista marroquí. Jugó de mediocampista y también de delantero.

## Clubes
| Club                | País         | Año       |
| ------------------- | ------------ | --------- |
| Kawkab de Marrakech | Marruecos    | 1995-1997 |
| Udinese             | Italia       | 1997      |
| Willem II           | Países Bajos | 1998-2000 |
| PSV Eindhoven       | Países Bajos | 2000-2002 |
| Córdoba CF          | España       | 2002-2003 |
| FC Twente           | Países Bajos | 2003-2004 |
| AZ Alkmaar          | Países Bajos | 2004-2006 |
| FC Utrecht          | Países Bajos | 2006      |
| Roda JC             | Países Bajos | 2006-2007 |
| Al-Wakrah SC        | Catar        | 2007-2010 |
| Umm-Salal SC        | Catar        | 2010-2011 |
| Roda JC             | Países Bajos | 2011-2013 |

## Selección nacional
Ha sido internacional con la Selección de fútbol de Marruecos. Ha jugado 34 partidos internacionales por dicho seleccionado y ha anotado 5 goles.